# Ponthaux

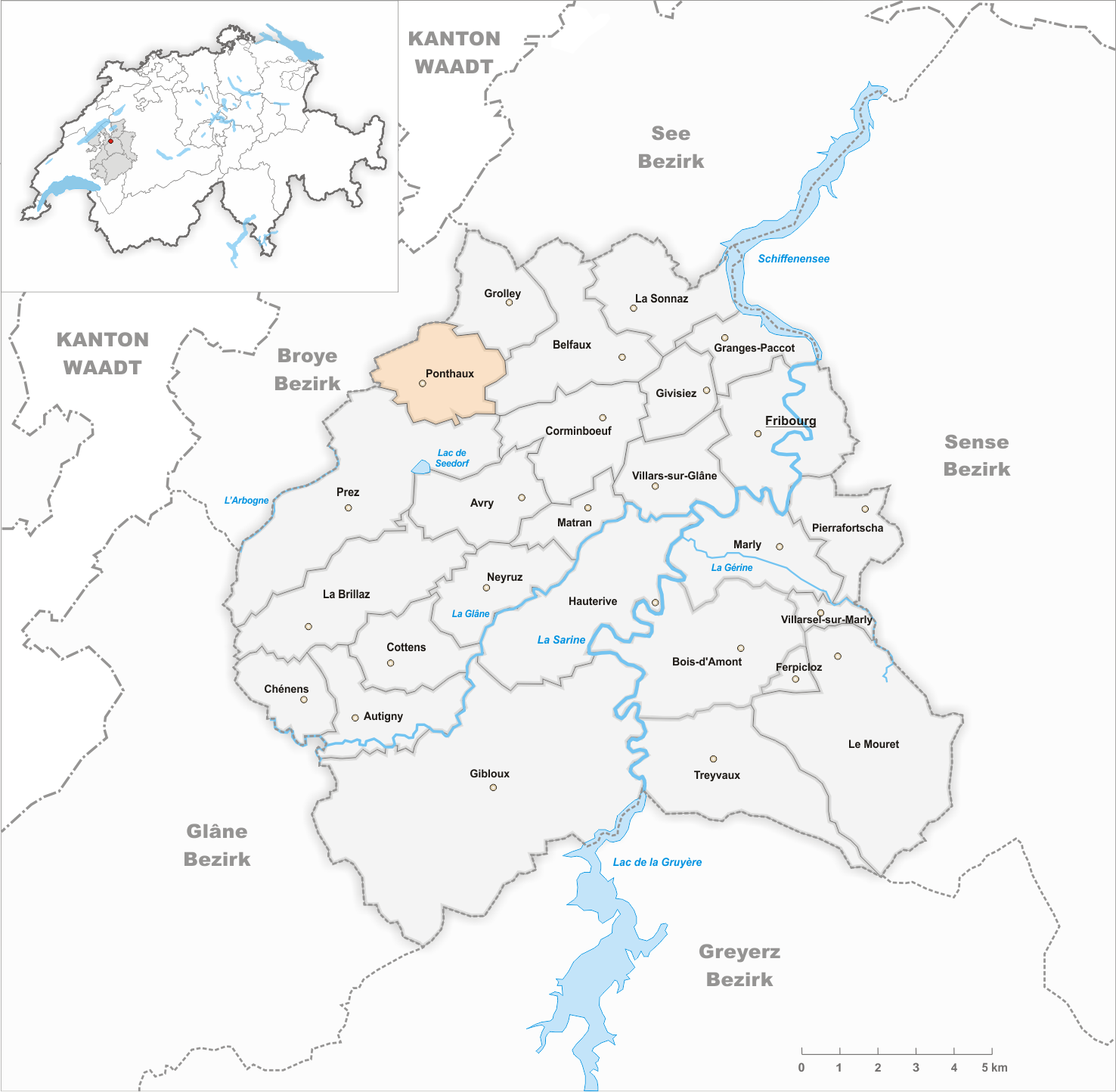
Gemeindestand vor der Fusion am 1. Januar 2025

Ponthaux (Freiburger Patois Pontàⓘ) ist ein Ort in der Gemeinde Grolley-Ponthaux im District de la Sarine (deutsch: Saanebezirk) des Kantons Freiburg in der Schweiz. Am 1. Januar 2025 fusionierte die ehemalige Gemeinde mit Grolley zur Gemeinde Grolley-Ponthaux.

## Geographie
Ponthaux liegt auf 650 m ü. M., 9 km westlich der Kantonshauptstadt Freiburg (Luftlinie). Das Bauerndorf erstreckt sich auf einem Hochplateau und in der leichten Mulde des Baches Ruisseau des Chaudeires, im Molassehügelland des Freiburger Mittellandes.
Die Fläche des 6,0 km² grossen ehemaligen Gemeindegebiets umfasst einen Abschnitt der Molassehöhen zwischen der Broyeebene im Nordwesten und dem Glânetal im Südosten. Der grösste Teil der Gemeindefläche wird vom leicht gewellten Hochplateau von Ponthaux eingenommen, das einerseits durch den Riau des Chaudeires nach Westen zur Arbogne, andererseits durch den Dorfbach von Grolley (Ruisseau de Corsalettes) nach Norden zum Chandon entwässert wird. Im Westen reicht der Gemeindeboden bis an den Rand des Waldes Bois de la Bandeire (665 m ü. M.) im Quellgebiet des Chandon. Nach Osten erstreckt sich das Gebiet über die Höhe En Boulé (709 m ü. M.) bis in den Forêt de l'Etat, in dem mit 738 m ü. M. der höchste Punkt von Ponthaux erreicht wird. Ein kleiner Anteil des Gemeindebannes im Südosten liegt im Einzugsgebiet der Sonnaz. Von der Gemeindefläche entfielen 1997 6 % auf Siedlungen, 23 % auf Wald und Gehölze und 71 % auf Landwirtschaft.
Zu Ponthaux gehören das Dorf Nierlet-les-Bois (674 m ü. M.) am Westfuss des Waldhügels des Forêt de l'Etat sowie verschiedene Einzelhöfe. Nachbargemeinden von Ponthaux waren Grolley, Belfaux, Corminboeuf, Prez, Montagny und Belmont-Broye.

## Bevölkerung
Mit 806 Einwohnern (Stand 31. Dezember 2023) gehörte Ponthaux zu den kleineren Gemeinden des Kantons Freiburg. Von den Bewohnern sind 89,1 % französischsprachig, 8,8 % deutschsprachig, und 0,8 % sprechen Portugiesisch (Stand 2000). Die Bevölkerungszahl von Ponthaux belief sich 1900 auf 225 Einwohner. Im Verlauf des 20. Jahrhunderts pendelte die Bevölkerungszahl im Bereich zwischen 225 und 490 Einwohnern. Seit 1970 (242 Einwohner) wurde ein deutliches Bevölkerungswachstum verzeichnet.
Einwohnerzahlen: Volkszählungsdaten       Angaben ab 1990 inkl. Nierlet-les-Bois (Eingemeindung 1981)

## Wirtschaft
Ponthaux war bis in die zweite Hälfte des 20. Jahrhunderts ein vorwiegend durch die Landwirtschaft geprägtes Dorf. Noch heute haben der Ackerbau, der Obstbau, die Milchwirtschaft und die Viehzucht einen wichtigen Stellenwert in der Erwerbsstruktur der Bevölkerung. Weitere Arbeitsplätze sind im lokalen Kleingewerbe und im Dienstleistungssektor vorhanden, unter anderem in einer mechanischen Werkstatt. In den letzten Jahrzehnten hat sich das Dorf auch zu einer Wohngemeinde entwickelt. Viele Erwerbstätige sind deshalb Wegpendler, die hauptsächlich in der Region Freiburg arbeiten.

## Verkehr
Die ehemalige Gemeinde liegt abseits der grösseren Durchgangsstrassen an einer Verbindungsstrasse von Prez-vers-Noréaz nach Grolley. Durch eine Buslinie der Transports publics Fribourgeois, die von Rosé nach Grolley führt, ist Ponthaux an das Netz des öffentlichen Verkehrs angebunden.

## Geschichte

Das alte Wappen von Ponthaux

Die erste urkundliche Erwähnung des Ortes erfolgte 1142 unter dem Namen Pontet. Später erschienen die Bezeichnungen Pontouz (1170) und Pontouzen (1294). Der Ortsname ist vom lateinischen Wort pons (Brücke) abgeleitet. Seit dem Mittelalter gehörte Ponthaux zur Herrschaft Montagny. Im Jahr 1447 wurde das Dorf im Krieg der Freiburger gegen die Savoyer von ersteren eingeäschert.
Durch Kauf gelangte Ponthaux 1478 unter die Herrschaft von Freiburg und wurde der Vogtei Montagny zugeordnet. Nach dem Zusammenbruch des Ancien Régime (1798) gehörte das Dorf während der Helvetik zum Bezirk Payerne, ab 1803 zum Bezirk Montagny und ab 1815 zum Bezirk Freiburg, bevor es 1848 mit der neuen Kantonsverfassung in den Saanebezirk eingegliedert wurde. Am 1. Januar 1981 wurde die bis dahin selbständige Gemeinde Nierlet-les-Bois nach Ponthaux eingemeindet. Ponthaux erhielt durch die Fusion ein neues Wappen.

## Sehenswürdigkeiten
Die Pfarrkirche Saint-Maurice wurde 1882 erbaut. Eine Kapelle befindet sich in Nierlet-les-Bois.

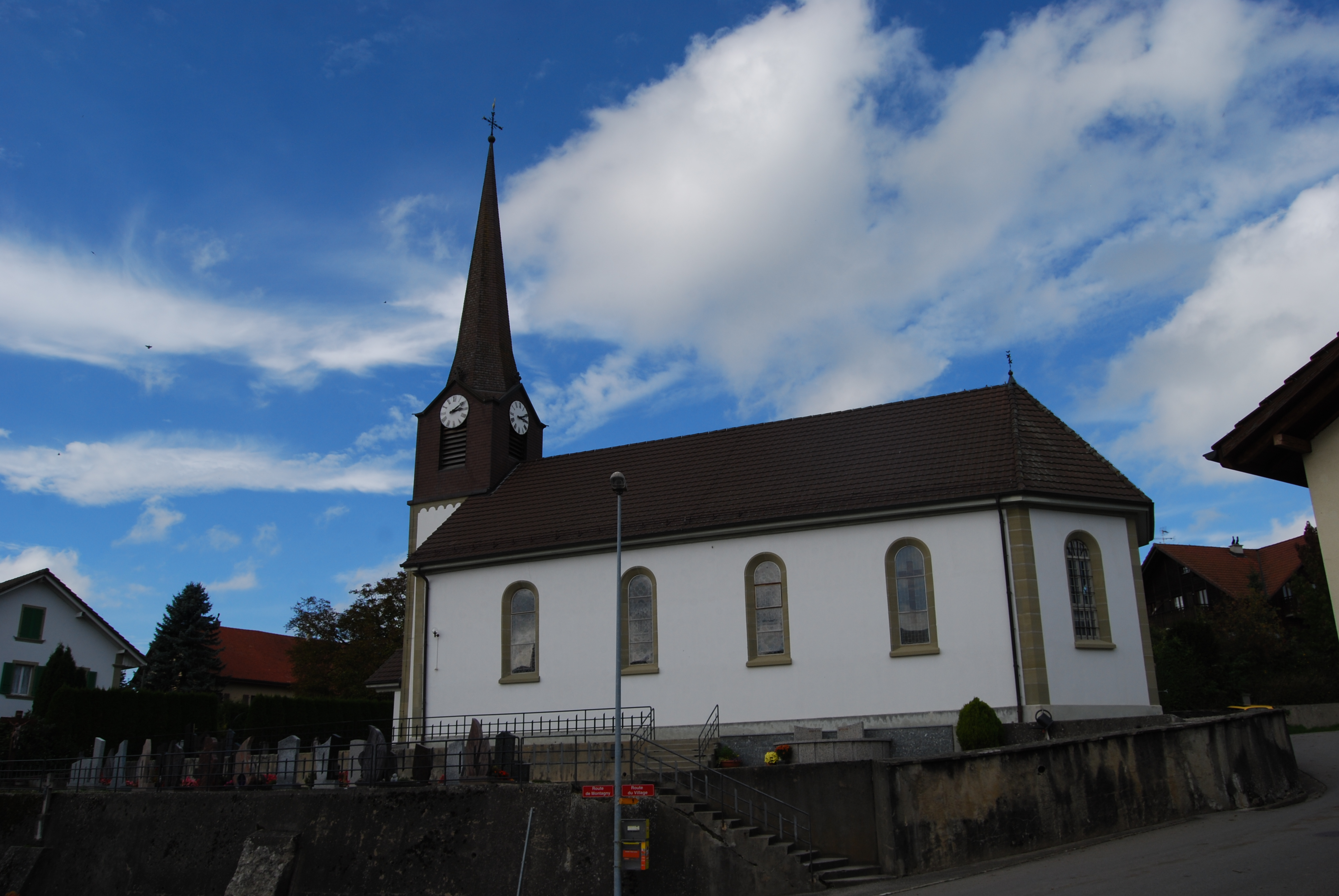
Kirche Saint-Maurice
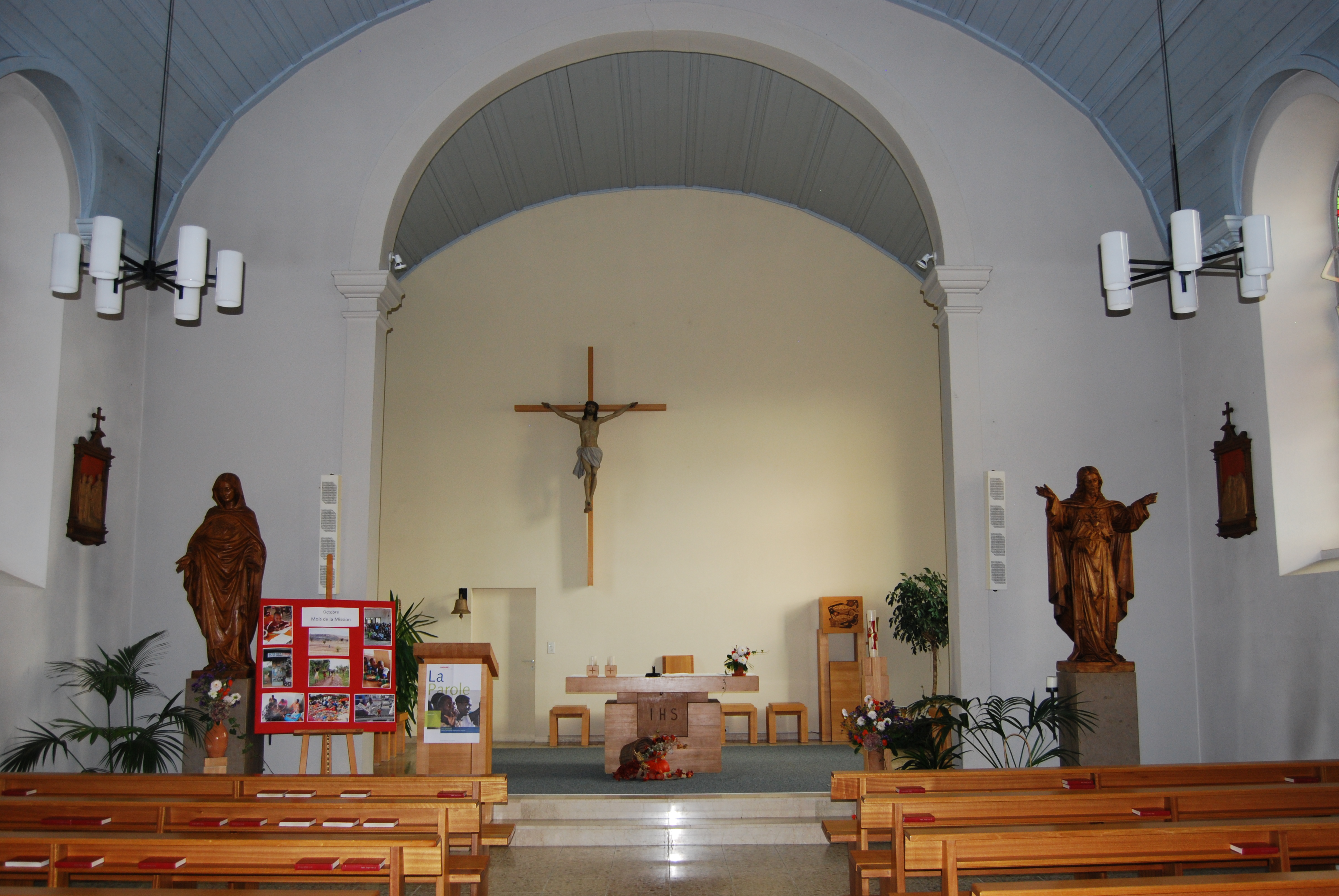
Innenansicht der Kirche
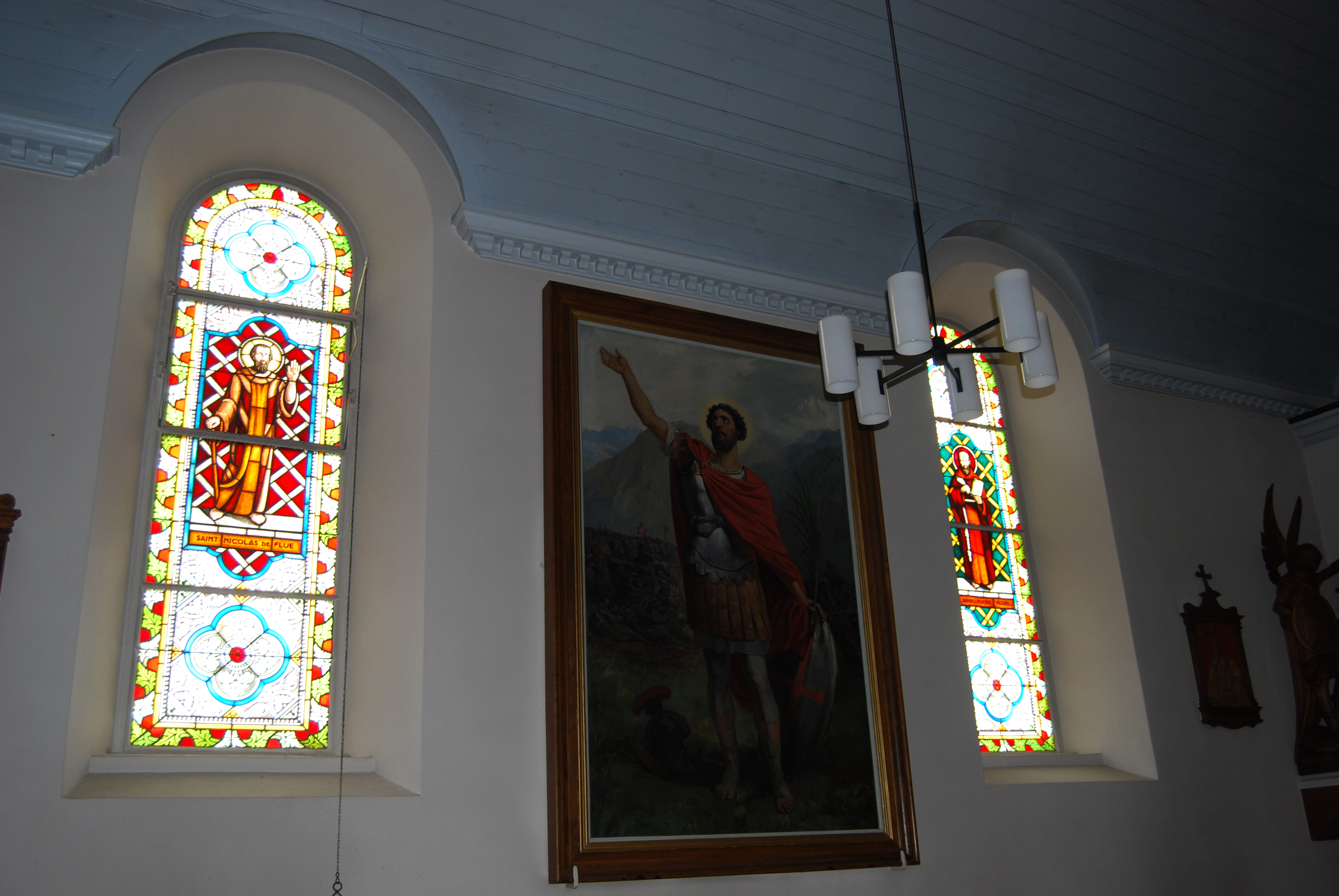
Kirchenfenster und Gemälde im Kircheninnern
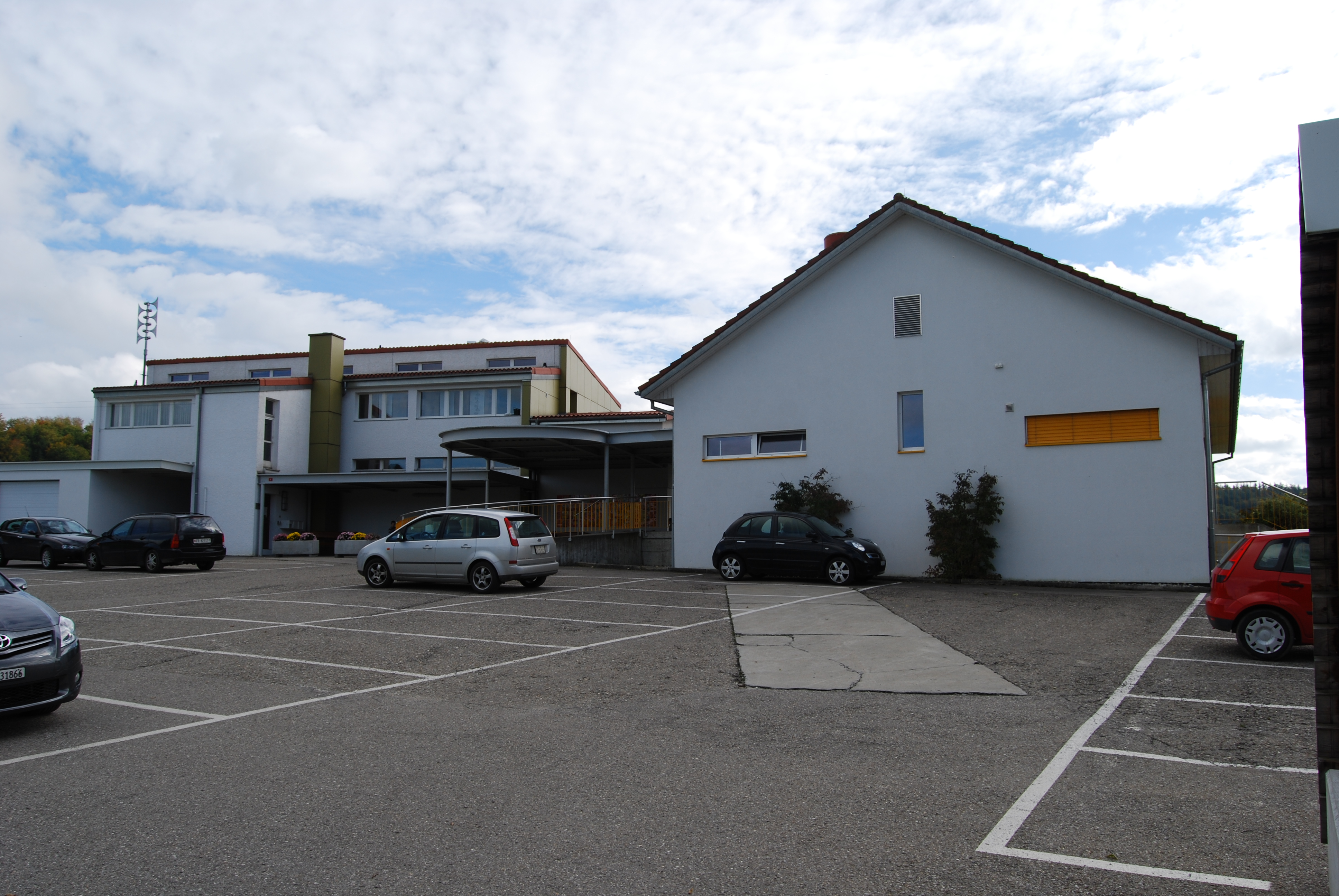
Schule